# احمد احسائی
احمد بن زین‌الدین اَحسائی (۱۱۶۶–۱۲۴۲ ق)(۱۸۲۶–۱۷۵۳م) یک عالم شیعه بود که عقاید عرفانی و دینی پیچیده‌ای ارائه کرد که باعث درگیری‌هایی بین علمای شیعه شد و در اواخر عمر او به‌عنوان یک فرقه مجزای دینی-عرفانی بنام مکتب شیخیه شناخته شد. احمد مدعی بود در خواب از امامان شیعه به او وحی می‌شود و علوم دینی را از این طریق دریافت می‌کند و در مسائل کلیدی مربوط به آخرت‌شناسی عقاید جدیدی ارائه داد وی امامان شیعه را مسلط به امور می‌دانست و امام زمان را موجود و غیر غایب می‌دانست و هر روز ظهور منجی را بشارت می‌داد. این اختلافات، منجر به اتهام بدعت از جانب علمای شیعه شد و مواردی از آزار و اذیت او و پیروانش رخ داد. تعالیم او عرفانی و پیچیده بود، از این رو او اغلب به انجام تقیه می‌پرداخت و عقاید بحث‌برانگیز خود را از مخالفانش پنهان می‌کرد. پس از او سید کاظم رشتی جانشین وی در ریاست شیخیه شد.
امروزه جمعیت شیخی در ایران و عراق اقلیتی است که عموماً بدون اطلاع از جزئیات کلامی از آن به‌عنوان یک گروه استفاده می‌کنند. پس از احمد، سید کاظم رشتی جانشین او شد و پس از مرگ سید کاظم بسیاری از شیخیان به بابیت و بهائیت گرویدند. این دو رهبر شیخی همچنان مورد توجه بابیان و بهائیان قرار می‌گیرند و به عنوان پیشگامان معنوی دین خود به آنان نگریسته می‌شود.

## زندگی
احمد بن زین‌الدین احسائی در منطقه احساء به دنیا آمد که از مراکز قدیمی شیعه بوده و امروز یکی از استان‌های شرق عربستان سعودی بر ساحل غربی خلیج فارس است.
پس از آموختن قرآن نزد پدرش ادبیات عرب و مقدمات علوم دینی را در احساء فرا گرفت. در سال ۱۱۸۶ به کربلا و نجف رفت و در درس آقا محمدباقر وحید بهبهانی، سید علی طباطبایی، میرزا مهدی شهرستانی، سید مهدی بحرالعلوم و شیخ جعفر کاشف‌الغطاء حاضر شد.
مدتی در بصره اقامت کرد و سپس دوباره به کربلا و نجف و از آن‌جا به قصد رفتن به بارگاه امام رضا به ایران رفت. در راه مشهد مدتی در یزد ماند.
پیش از سفر او به مشهد و زیارت علی بن موسی الرضا، فتحعلی شاه او را به تهران دعوت کرد اما او این درخواست را به قصد زیارت بارگاه علی بن موسی الرضا رد کرد ولی در بازگشت خویش از مشهد به نزد فتحعلی شاه رفت. شاه نیز او را بسیار مورد تجلیل و تکریم قرار داد. به دعوت شاهزاده محمدعلی میرزا دولتشاه حاکم کرمانشاه مجبور به ترک تهران شد و چندی در کرمانشاه ماند. سفرهایی به قصد حج و زیارت عتبات انجام داد. پس از مرگ دولتشاه، در سال ۱۲۳۷ ق. عازم مشهد شد و مدتی در قزوین توقف کرد.
در همین زمان بود که به خاطر اینکه خواست فلسفه اسلام را با فلسفه افلاطون و ارسطو توجیه کند، با مخالفت برخی از جمله ملا محمدتقی برغانی، معروف به شهید ثالث، روبرو شد که دیدگاه‌هایش را غلوآمیز می‌دانستند، گرچه حاج محمدابراهیم کلباسی آرای احسایی را در چارچوب عقاید امامیه تلقی می‌کرد.

## تأسیس شیخیه

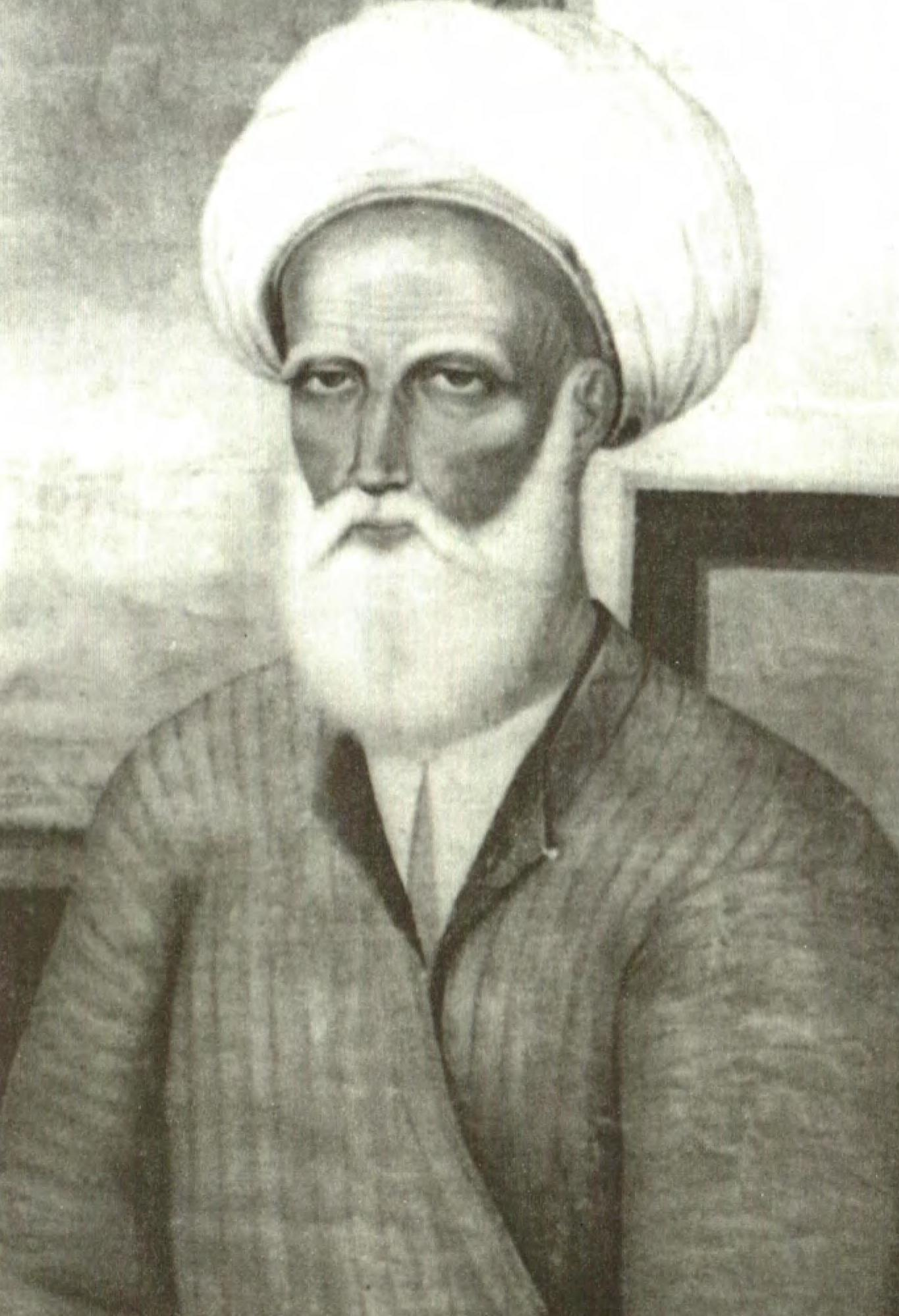
نقاشی قرن نوزدهم از احمد الاحسایی

### رؤیا دیدن
در یکی از خواب‌هایی که او نقل کرده، معتقد است که هر یک از دوازده امام به او اجازه انتقال علم را داده‌است. در خواب دیگر امام حسن را دید که آیات قرآن را به او می‌آموزد. او عموماً مدعی بود اطلاعات خود را مستقیماً توسط این خوابها از امامان شیعه می‌گیرد.

### هیچ حکمتی جز خرد اهل بیت نیست
«پس آنچه دربارهٔ آن گفتند ما گفتیم و آنچه به آن نزدیک کردند، پس در فروع دارایی‌ها برای عقل وارد نیست». حکمت او محدود به آنچه در قرآن و حدیث و کلام دوازده امام آمده‌است، تنها بر عقل به عنوان قدرت استنباط از آیات و روایات تکیه دارد.

### در مورد امام زمان
در تحقیق احمد محمود صبحی دربارهٔ امامت در میان شیعیان اثنی عشری، مهدی به عقیده احسایی ولادت یافته‌است نه شخصی که از دیدگان پنهان باشد؛ بنابراین، احسایی یک اصل مهم شیعیان اثنی عشری را در مهدی مورد انتظارشان نقض کرد.

### ظهور مهدی
وی در را برای احتمال ظهور مهدی یا بهتر بگوییم مدعیان مهدویت در محدوده تشیع اثنی عشری باز کرد. شیخ شروع به بشارت به پیروان خود از ظهور قریب‌الوقوع مهدی کرد و از آنان خواست که او را پیش‌بینی کنند و زیر پرچمش جمع شوند: وقتی با دعوتش به گوش شما رسید از هر چیزی که میان شما و ایمان به او می‌آید بر حذر باشید. شاگردش کاظم رشتی نیز به تبلیغ ظهور قریب‌الوقوع مهدی ادامه می‌داد و ذهن پیروانش را آماده می‌کرد.

### نه اخباری نه اصولی
احسایی سعی می‌کرد ضمن عدم اتخاذ اصولی یا اخباری، روش جدیدی را برای استنباط حکم قانونی مبتنی بر وحی و الهام ایجاد کند.
برخی از آرای او با توجه به دیدگاه احسایی در مورد معصوم، معاد، معراج و شکافتن ماه، تا حد زیادی مورد مناقشه علمای شیعه قرار گرفت. با وجود این، از سوی علما و مراجع برجسته شیعه، چیزی مغایر با آموزه‌های اصلی شیعه در آن یافت نشد. در اصل و فروع بین او و آنان اختلافی نیست و احسایی به‌طور کلی در میان علمای شیعه در میان هم عصران خود و بعد از آنان از جایگاه والایی برخوردار است. احسایی سعی کرد راه جدیدی را برای استنباط حکم شرعی مبتنی بر وحی و الهام ابداع کند که در آن زمان بدعت فکری تلقی می‌شد و عدم اتخاذ دو خط اصولی و خبری رقیب و تفاوت او با یکدیگر. اهل اخبار این است که او کتاب و سنت را به تفسیر باطنی تفسیر می‌کند.

### جایگاه امامان شیعه در نظر احسایی
علیرغم خصومت و انتقاد سایر فرقه‌های شیعه دوازده امامی اصولگرایی و اخباری به شیخیه، احمد احسایی نسبت به امامان دوازده‌گانه احترام عمیقی داشت و از نظر او آنها راز باطن خلقت، مظهر خلقت هستند. اراده الهی آنها زمانی هستند که من ذات خدا و وجود عالم را شناختم. احسایی مدعی شد که از دوران جوانی خود یک سری رؤیاها از دوازده امام را تجربه کرده‌است که به او اجازه می‌دهند درک متمایزی از قرآن و احادیث داشته باشد.
او معتقد بود خداوند امور تکوین و روزی را به امامان تفویض کرده‌است و آنها چهار چیز هستند:
امر فعال، صوری، مادی و غایت
این باعث مناقشه اصلی او با علمای دیگر شد و چیزی است که همه علمای شیعه به جز او انکار کرده‌اند و به‌طور کلی گفته‌اند که نوعی هزل انگاری است که عموماً در اندیشه اسلامی به‌طور عام و شیعه به‌طور خاص قابل قبول نیست. نظر احسایی این است که اما مثل وکیل و مولا است.

### تعریف جدید
احسایی یک عنصر جدید معرفی کرد بنام هورالقلیا که گفت این یک چیز خیلی لطیف و جوهره ایدئال هر چیزی است! و شروع کرد به تفسیر دوباره پدیده‌های دینی مثل معاد و غیبت و بعثت و معراج به استفاده از این عنصر جدید.

#### معراج
وی با تأکید بر جنبه‌های باطنی، پرداختی مفصل به تفسیر معنوی معراج و بعثت ارائه کرد و آن را بر تفسیر جسمانی اولویت داد. او گفت معاد لزوماً جسمانی نیست، اگرچه حاوی گل اولیه‌ای است که انسان از آن آفریده شده‌است و طبق نظر او با بدن ایده‌آلی که در هر عنصری وجود دارد، تکمیل می‌شود. مثل شیشه در سنگ و این همان روشی است که در آن پیامبر به آسمان عروج کرد و بدن سنگین خود را از او جدا کرد و سفر خود را با بدن لطیف دیگری که قادر به مقابله با تأثیرات مادی است که ممکن است برای او رخ دهد به پایان رساند.

#### غیبت
یکی از مهم‌ترین چیزهایی که از تصور او از بدن آرمانی ناشی می‌شد، این اعتقاد بود که امام غایب، مهدی بن حسن العسکری، در این بدن «هورالقلیا» زندگی می‌کند و آزادانه در آن گردش می‌کند.

### علوم قرآنی
احسایی در تفسیر برجسته بود و بین تألیفاتش و قرآن ارتباط تنگاتنگی وجود دارد. در پاسخ به سؤالات فقهی و شرعی، مکرر به آیات استناد می‌کرد. او قرآن را با خط خود در ۷۳۲ صفحه با سیاه و قرمز نوشت و تزئین کرد. رساله‌ای در رسم قرآن دارد. در لحن قرآن که آن را عجله در برخی از اسرار لحن نامیده‌است که در آن برخی از نظرات قاریان و غیره را بررسی و بحث کرده‌است.

### چگونگی تأسیس شیخیه توسط شیخ احمد
خوان کول مورخ آمریکایی بهایی وضعیت پیدایش مکتب شیخی را بدین شکل خلاصه می‌کند:
در زمان نگارش شیخ احمد احسایی، مکتب شیخی وجود نداشت و تنها پس از مرگ او بود که این مکتب متبلور شد. او خود را یک ملای معمولی شیعه می‌دانست نه رهبر یک فرقه جدید. در عمل او در شیعه ابداعاتی کرد که در اواخر عمرش، جنجال بزرگی برانگیخت. از جمله عرصه‌های مناقشه‌ای که وی وارد آن شد، ماهیت مرجعیت دینی بود چون در زمان او که شیعه بر سر نقش عالمین دچار اختلاف بود. یا آن‌طور که صوفیان می‌گفتند، او قطبی بود که فیض خدا را به مردم عادی هدایت می‌کرد؟ دیدگاه‌های متفاوتی هست.
در سال ۱۷۹۰ در ایران، شیخ احمد احسایی مکتب جدیدی را در زیر مجموعه شیعه بنیان نهاد که به شیخیه معروف است.
در زمانیکه شیخ احمداحسائی قصد مسافرت از شهر یزد را داشت سید کاظم رشتی از گیلان نزد شیخ احمد احسائی آمد و در جرگه شاگردان او درآمد. سید کاظم رشتی از شاگردان وی و جانشین او بود.

## وفات
شیخ احمد احسایی در نزدیکی مدینه در سال ۱۲۴۱ ق. درگذشت و در قبرستان بقیع به خاک سپرده شد. قبر وی در پشت دیوار مرقد پیامبر اسلام قرار دارد.
تاریخ وفات شیخ احمد احسائی ۲۱ ذیقعده ۱۲۴۱ قمری برابر ۶ تیرماه ۱۲۰۵ شمسی- ۲۷ ژوئن ۱۸۲۶ است.

## آثار
- شرح الزیارة الجامعة الکبیرة
- جوامع‌الکلم
- حیاةالنفس فی حظیرة القدس
- شرح العرشیه
- شرح المشاعر
- العصمة و الرجعة
- الفوائد
- مختصر الرسالة الحیدریة فی فقه الصلوات الیومیة
- الرسالة الجعفریة فی جواب المیرزا جعفر النواب
- الرسالة الخطابیة فی جواب بعض العارفین
- الفائدة فی الوجودات الثلاثة
- الفائدة فی کیفیة تنعم اهل الجنة و تألم اهل النار
- دیوان مراثی شیخ احمد احسائی با ترجمه، در رثاء حضرت سیدالشهداء صلوات الله علیه
- رسالة فی اثبات المعاد الجسمانی
- رسالة فی المعاد الجسمانی
- رسالة فی جواب السید ابی‌الحسن الجیلانی
- رسالة فی جواب السید ابی‌الحسن الجیلانی فی العلم
- رسالة فی جواب السید ابی‌القاسم اللاهیجانی
- رسالة فی جواب السید شریف
- سالة فی جواب السید محمد البکاء
- رسالة فی جواب الشاهزاده محمود میرزا
- رسالة فی جواب الشیخ جعفر قراگوزلوی الهمدانی
- رسالة فی جواب الشیخ رمضان بن ابرهیم
- رسالة فی جواب الملا کاظم بن علی‌نقی السمنانی
- رسالة فی جواب الملا محمد الدامغانی
- رسالة فی جواب الملا محمدحسین الاناری
- رسالة فی جواب الملا محمدطاهر المسمی بالطاهریة
- رسالة فی جواب المیرزا محمدعلی المدرس
- رسالة فی جواب بعض الاجلاء
- رسالة فی جواب بعض الاخوان عن مسألتین
- رسالة فی جواب بعض الاخوان فی الرؤیا
- رسالة فی جواب بعض الاخوان من اصفهان
- رسالة فی جواب بعض السادات فی الرؤیا
- رسالة فی شرح حدیث حدوث الاسماء
- مراسله شیخ احمد احسائی در شرح حال خودشان در جواب ملا علی رشتی

## دربارهٔ احمد احسائی
حمید حمید، پژوهشگر فلسفه، در رابطه با آرای وی، کتابی به نام الهیات دیالکتیکی، نوشته‌است و در آن، از وی به عنوان «بنیان‌گذار جهان‌شناسی و الهیات دیالکتیکی»، یاد کرده‌است.